# Retrato del noveno duque de Marlborough con su familia
El Retrato del IX duque de Marlborough con su familia es un cuadro realizado en 1905 por John Singer Sargent y actualmente conservado en el palacio de Blenheim, en Oxfordshire.

## Descripción
Este gran óleo sobre tela (332,7 × 238,8 cm ) forma parte de la colección del duque de Marlborough en el palacio de Blenheim.
Representa a Charles Spencer-Churchill (IX duque de Marlborough; 1871-1934), su esposa estadounidense Consuelo Vanderbilt (1877-1964), y sus dos hijos: John Spencer-Churchill, futuro X duque de Marlborough (1897-1972), e Ivor Spencer-Churchill (1898-1956).
El cuadro fue encargado a Sargent por Charles Spencer-Churchill, que deseaba formar un pendant o conjunto con el retrato de su antepasado Retrato del IV duque de Marlborough con su familia realizado por Joshua Reynolds. Arriba en el cuadro de Sargent, en medio de las banderas que cuelgan, figura un busto del primer duque de Marlborough, John Churchill (1650-1722).

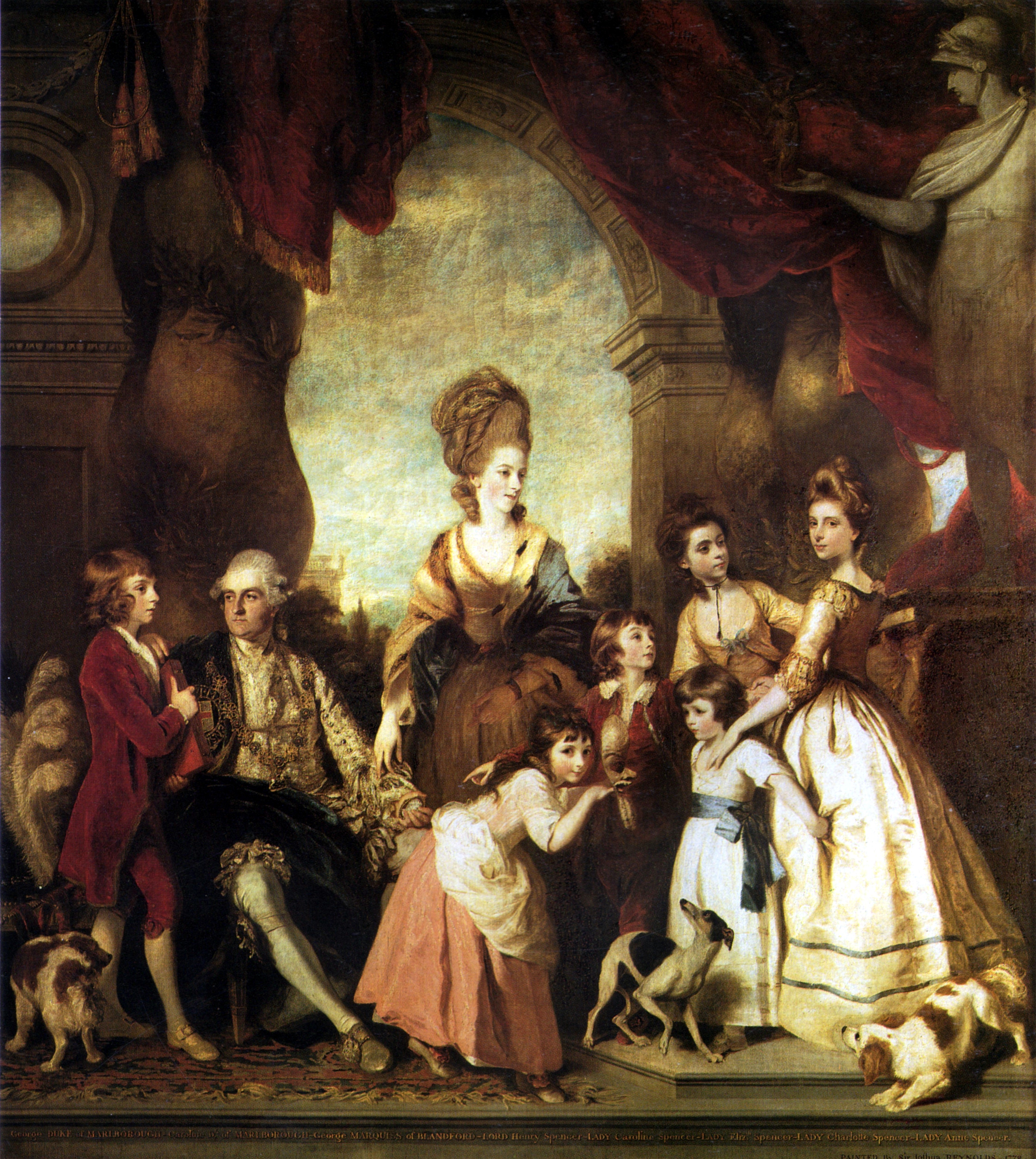
El IV duque de Marlborough con su familia, de Joshua Reynolds; 1777-1778.